# 길가에 버려지다
길가에 버려지다는 박근혜-최순실 게이트에 항의하고, 이 사건으로 충격을 받은 대한민국 국민들을 위로하기 위해 만들어진 노래이다. 이규호가 작사, 작곡하였다. 11월 11일 공개된 part.1은 전인권, 이승환, 이효리가 가창했고, 11월 18일 공개된 part.2에는 여러 가수와 100명 이상의 연주자가 참여했다.